# Gawronie
Gawronie – wzniesienie na Równinie Gryfickiej o wysokości 89 m n.p.m., położone w woj. zachodniopomorskim, w powiecie białogardzkim, w gminie Białogard.
Ok. 1,2 km na północny zachód od Gawronia leży wieś Rychówko.
Od strony południowej wzniesienie oplata struga Topiel, której dolina została objęta specjalnym obszarem ochrony siedlisk "Dorzecze Parsęty".
Nazwę Gawronie wprowadzono urzędowo rozporządzeniem w 1950 roku, zastępując poprzednią niemiecką nazwę Rabens Berg.